# Congresso para a Justiça no Azauade
Congresso para a Justiça em Azauade (em francês:  Congrès pour la justice dans l'Azawad, CJA) é um movimento político e militar tuaregue formado em 2016 durante a Guerra do Mali.

## Fundação
O Congresso para a Justiça no Azauade foi fundado em 10 de outubro de 2016 e reivindica-se ser um movimento da tribo tuaregue Kel Ansar. Afirma que quer defender os interesses e a segurança de sua comunidade na região de Timbuktu e na região de Taoudenit. Não declara-se estar em guerra contra o governo do Mali e afirma pretender integrar-se ao processo de paz. Os membros do Congresso para a Justiça no Azauade visam então influenciar a instalação das autoridades provisórias no âmbito da implementação do Acordo de Argel.

## Organização
O grupo foi liderado inicialmente por Hama Ag Mahmoud, um ex-ministro maliano que se juntou ao Movimento Nacional de Libertação do Azauade (MNLA) em 2012. Ele é substituído no início de dezembro de 2016 por Azarock Ag Inaborchad. Este último, por sua vez, renunciou em 9 de fevereiro de 2018 e foi substituído por Oumar Sididjè Traoré O chefe da ala militar foi o coronel Abass Ag Mohamed Ahmad, um desertor do exército maliano, um ex-membro do MNLA e do Alto Conselho para a Unidade de Azauade (HCUA). No entanto, desertou em 31 de março de 2018 e retornou ao MNLA.

## Afiliação
Em 11 de novembro de 2017, o CJA e outros grupos fundaram a Coordination des mouvements de l’entente (CME) 